# Bundestagsausschüsse des 12. Deutschen Bundestages
Im Folgenden sind die ständigen Bundestagsausschüsse des 12. Deutschen Bundestages (1990–1994) aufgeführt:
| Ausschuss                                                                                              | Vorsitz                                                    | Fraktion | Stellvertreter | Fraktion | Mitglieder |
| --- | ---------------------------------------------------------- | -------- | --- | -------- | ---------- |
| Ausschuss für Wahlprüfung, Immunität und Geschäftsordnung                                              | Dieter Wiefelspütz                                         | SPD      | Joachim Hörster und Horst Eylmann bis 20. Mai 1992 ab 25. Juni 1992 Hedda Meseke ab 10. März 1994 Bertold Mathias Reinartz | CDU/CSU  | 19         |
| Petitionsausschuss                                                                                     | Gero Pfennig                                               | CDU/CSU  | Bernd Reuter | SPD      | 33         |
| Auswärtiger Ausschuss                                                                                  | Hans Stercken                                              | CDU/CSU  | Hans Koschnick ab 25. Mai 1994 Hartmut Soell                                                                               | SPD      | 41         |
| Innenausschuss                                                                                         | Hans Gottfried Bernrath                                    | SPD      | Wolfgang Lüder | FDP      | 41         |
| Sportausschuss                                                                                         | Ferdinand Tillmann                                         | CDU/CSU  | Uwe Lambinus | SPD      | 19         |
| Rechtsausschuss                                                                                        | Herbert Helmrich ab 21. Mai 1992 Horst Eylmann             | CDU/CSU  | Ludwig Stiegler | SPD      | 29         |
| Finanzausschuss                                                                                        | Hans-Hermann Gattermann ab 24. Februar 1994 Hermann Rind   | FDP      | Dankward Buwitt | CDU/CSU  | 41         |
| Haushaltsausschuss                                                                                     | Rudi Walther                                               | SPD      | Klaus Rose | CDU/CSU  | 39         |
| Ausschuss für Wirtschaft                                                                               | Friedhelm Ost                                              | CDU/CSU  | Peter Reuschenbach | SPD      | 41         |
| Ausschuss für Ernährung, Landwirtschaft und Forsten                                                    | Siegfried Hornung                                          | CDU/CSU  | Rudolf Müller | SPD      | 35         |
| Ausschuss für Arbeit und Sozialordnung                                                                 | Günther Heyenn                                             | SPD      | Heinz Schemken | CDU/CSU  | 37         |
| Verteidigungsausschuss                                                                                 | Fritz Wittmann                                             | CDU/CSU  | Heinz-Alfred Steiner | SPD      | 37         |
| Ausschuss für Familie und Senioren                                                                     | Rainer Eppelmann ab 10. März 1993 Walter Link              | CDU/CSU  | Lisa Seuster | SPD      | 29         |
| Ausschuss für Frauen und Jugend                                                                        | Edith Niehuis                                              | SPD      | Ronald Pofalla | CDU/CSU  | 29         |
| Ausschuss für Gesundheit                                                                               | Dieter Thomae                                              | FDP      | Walter Altherr | CDU/CSU  | 29         |
| Ausschuss für Verkehr                                                                                  | Dionys Jobst                                               | CDU/CSU  | Klaus Röhl | FDP      | 41         |
| Ausschuss für Umwelt, Naturschutz und Reaktorsicherheit                                                | Wolfgang von Geldern                                       | CDU/CSU  | Liesel Hartenstein | SPD      | 41         |
| Ausschuss für Post und Telekommunikation                                                               | Peter Paterna                                              | SPD      | Elmar Müller | CDU/CSU  | 19         |
| Ausschuss für Raumordnung, Bauwesen und Städtebau                                                      | Friedrich-Adolf Jahn ab 12. Februar 1992 Werner Dörflinger | CDU/CSU  | Otto Reschke | SPD      | 31         |
| Ausschuss für Forschung, Technologie und Technikfolgenabschätzung                                      | Wolf-Michael Catenhusen                                    | SPD      | Karl-Hans Laermann ab 1. März 1994 Jürgen Timm                                                                             | FDP      | 35         |
| Ausschuss für Bildung und Wissenschaft                                                                 | Eckart Kuhlwein                                            | SPD      | Engelbert Nelle | CDU/CSU  | 31         |
| Ausschuss für wirtschaftliche Zusammenarbeit                                                           | Uwe Holtz                                                  | SPD      | Harald Schreiber ab 23. September 1993 Joachim Graf von Schönburg-Glauchau bis 30. Juni 1994                               | CDU/CSU  | 35         |
| Ausschuss für Fremdenverkehr ab 13. Februar 1992: Ausschuss für Fremdenverkehr und Tourismus           | Olaf Feldmann                                              | FDP      | Simon Wittmann | CDU/CSU  | 19         |
| EG-Ausschuss Dazu kommen 11 Mitglieder des Europaparlaments Eingesetzt am 4. September 1991            | Renate Hellwig                                             | CDU/CSU  | Christoph Zöpel ab 10. März 1993 Dieter Schloten                                                                           | SPD      | 33         |
| Ausschuss Treuhandanstalt Eingesetzt am 22. Januar 1993 vorher Unterausschuss des Haushaltsausschusses | Arnulf Kriedner                                            | CDU/CSU  | Wieland Sorge | SPD      | 24         |